# David Keilin
David Keilin (21 mars 1887 Moscou - 27 février 1963 Cambridge) est un entomologiste et parasitologiste britannique.

## Sa vie
Sa famille retourne à Varsovie peu après sa naissance. En raison de problèmes de santé il n'entame sa scolarité qu'à l'âge de dix ans. Sept ans plus tard il rejoint l'université de Liège puis le Magdalene College de Cambridge. Keilin prend la nationalité britannique à cette époque.
Keilin devient assistant de George Nuttall (1862-1937), premier professeur de biologie à l'université de Cambridge. Il succède à Nuttall à sa chaire de biologie en 1931. Il se retire en 1962.
Keilin a fait de nombreuses contributions en entomologie et parasitologie, notamment au travers de 39 articles publiés de 1914 à 1923 sur la reproduction des poux, le cycle de vie des Gasterophilus intestinalis, l'adaptation du système respiratoire des larves de mouches, etc.
Keilin est plus connu pour sa redécouverte et ses recherches sur les cytochromes, dont il invente le nom. Les cytochromes ont déjà été découvertes par Charles Alexander MacMunn (1852-1911) en 1884, mais ont été oubliées ou mal comprises.
Il est élu à la Royal Society en 1926, société savante qui lui décerne la médaille royale en 1939 et la médaille Copley en 1951.
Ses recherches en parasitologie le mènent à décrire de potentielles formes fongiques. De ce fait, lui a été attribuée une abréviation en botanique.
Alfred Tissières, le découvreur des protéines de choc thermique est l'un de ses thésards.